# Jaylen Clark
Jaylen Bryce Clark (Riverside, 13 ottobre 2001) è un cestista statunitense, professionista nella NBA con i Minnesota Timberwolves.

## Carriera
Nell'esperienza universitaria con gli UCLA Bruins, durata tre stagioni, si è messo in mostra per le abilità difensive, che lo hanno portato a vincere, nel 2023, sia il NABC Defensive Player of the Year, che il Naismith Defensive Player of the Year, pur avendo subito, nel mese di marzo, la rottura del tendine di Achille del piede destro.
Nello stesso anno si dichiara per il Draft NBA, venendo selezionato con la cinquantatreesima scelta assoluta dai Minnesota Timberwolves, che lo firmano con un two-way contract nonostante l'infortunio. Viene dichiarato totalmente guarito nel luglio del 2024; esordisce in NBA il 9 gennaio 2025, nella partita vinta per 104-89 contro gli Orlando Magic.

## Statistiche

### College
| Anno      | Squadra     | PG | PT | MP   | TC%  | 3P%  | TL%  | RP  | AP  | PRP | SP  | PP   |
| --------- | ----------- | -- | -- | ---- | ---- | ---- | ---- | --- | --- | --- | --- | ---- |
| 2020-2021 | UCLA Bruins | 31 | 0  | 9,0  | 50,0 | 20,0 | 75,0 | 2,4 | 0,2 | 0,1 | 0,2 | 2,5  |
| 2021-2022 | UCLA Bruins | 29 | 6  | 18,1 | 50,6 | 25,9 | 54,2 | 3,8 | 1,0 | 1,1 | 0,2 | 6,7  |
| 2022-2023 | UCLA Bruins | 30 | 29 | 30,5 | 48,1 | 32,9 | 69,8 | 6,0 | 1,9 | 1,6 | 0,3 | 13,0 |
| Carriera  | Carriera    | 90 | 35 | 19,1 | 62,3 | 20,0 | 61,9 | 6,4 | 0,9 | 0,8 | 1,8 | 7,4  |

### NBA

#### Regular Season
| Anno      | Squadra            | PG | PT | MP   | TC%  | 3P%  | TL%  | RP  | AP  | PRP | SP  | PP  |
| --------- | ------------------ | -- | -- | ---- | ---- | ---- | ---- | --- | --- | --- | --- | --- |
| 2024-2025 | Minnesota T'wolves | 40 | 4  | 13,1 | 46,7 | 43,1 | 78,4 | 1,3 | 0,7 | 0,9 | 0,1 | 4,1 |
| Carriera  | Carriera           | 40 | 4  | 13,1 | 46,7 | 43,1 | 78,4 | 1,3 | 0,7 | 0,9 | 0,1 | 4,1 |

#### Playoffs
| Anno     | Squadra            | PG | PT | MP  | TC%  | 3P% | TL%  | RP  | AP  | PRP | SP  | PP  |
| -------- | ------------------ | -- | -- | --- | ---- | --- | ---- | --- | --- | --- | --- | --- |
| 2025     | Minnesota T'wolves | 5  | 0  | 5,6 | 80,0 | 0,0 | 75,0 | 1,4 | 0,2 | 0,4 | 0,0 | 2,2 |
| Carriera | Carriera           | 5  | 0  | 5,6 | 80,0 | 0,0 | 75,0 | 1,4 | 0,2 | 0,4 | 0,0 | 2,2 |

### G League
| Anno      | Squadra     | PG | PT | MP   | TC%  | 3P%  | TL%  | RP  | AP  | PRP | SP  | PP   |
| --------- | ----------- | -- | -- | ---- | ---- | ---- | ---- | --- | --- | --- | --- | ---- |
| 2024-2025 | Iowa Wolves | 20 | 20 | 32,8 | 42,2 | 38,2 | 66,7 | 5,0 | 2,6 | 2,6 | 0,4 | 13,5 |
| Carriera  | Carriera    | 20 | 20 | 32,8 | 42,2 | 38,2 | 66,7 | 5,0 | 2,6 | 2,6 | 0,4 | 13,5 |

## Palmarès
- Naismith Defensive Player of the Year (2023)
- NABC Defensive Player of the Year (2023)